# Robot agricole

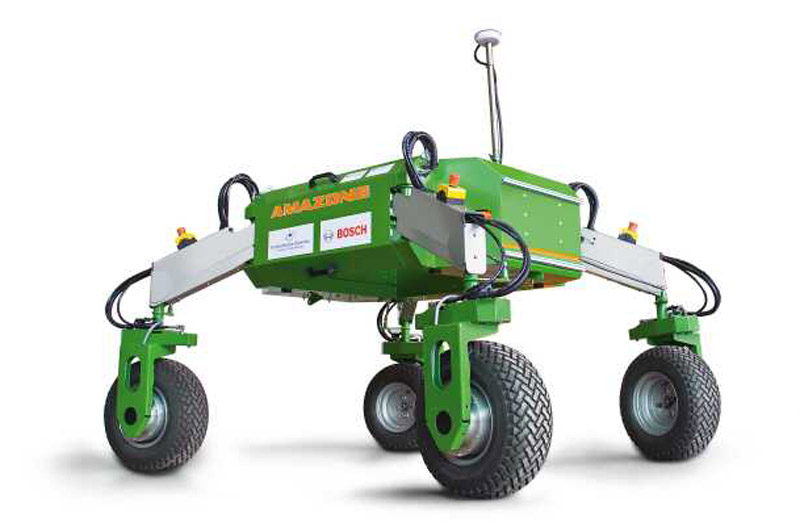
Robot de contrôle Bonirob.

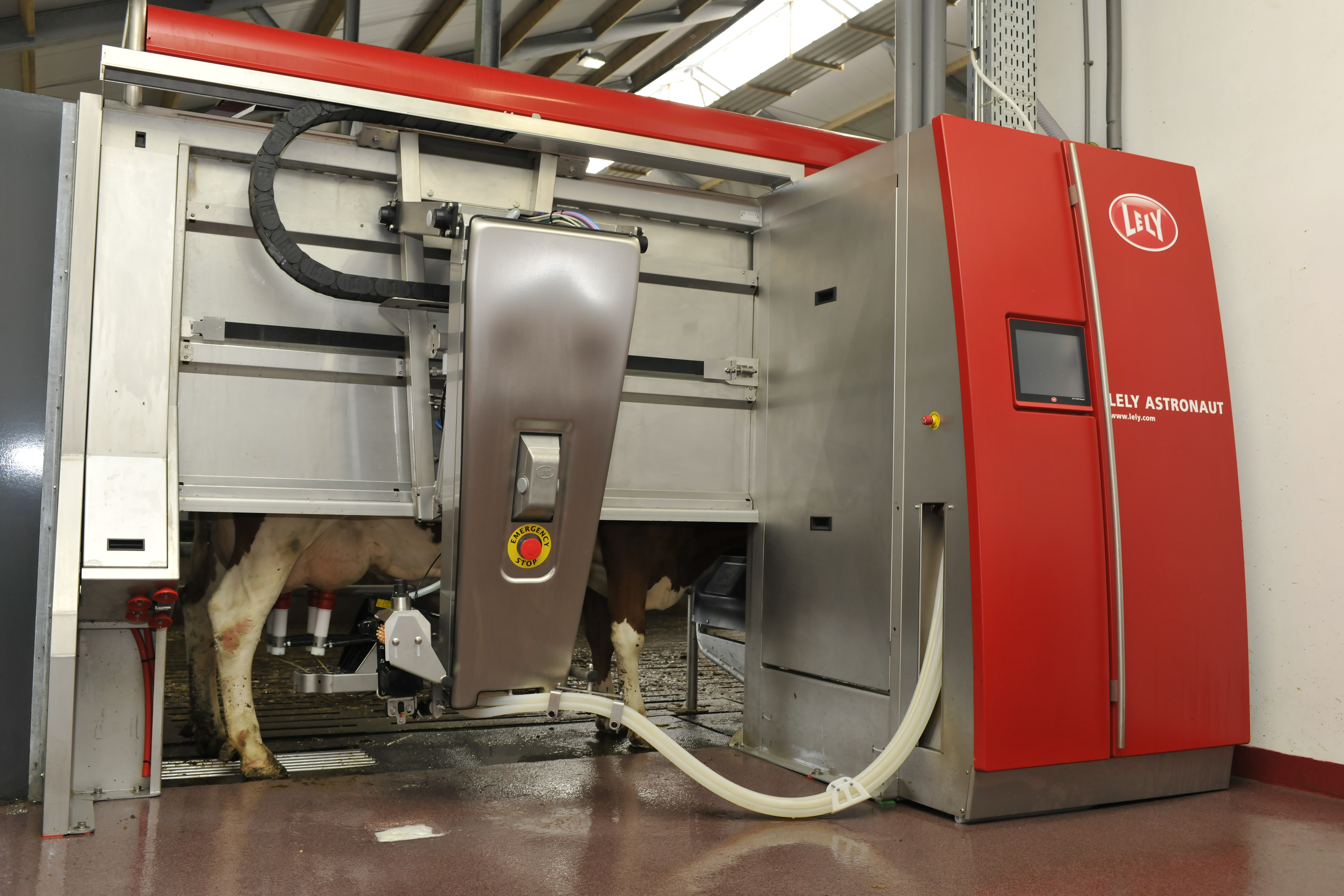
Robot de traite.

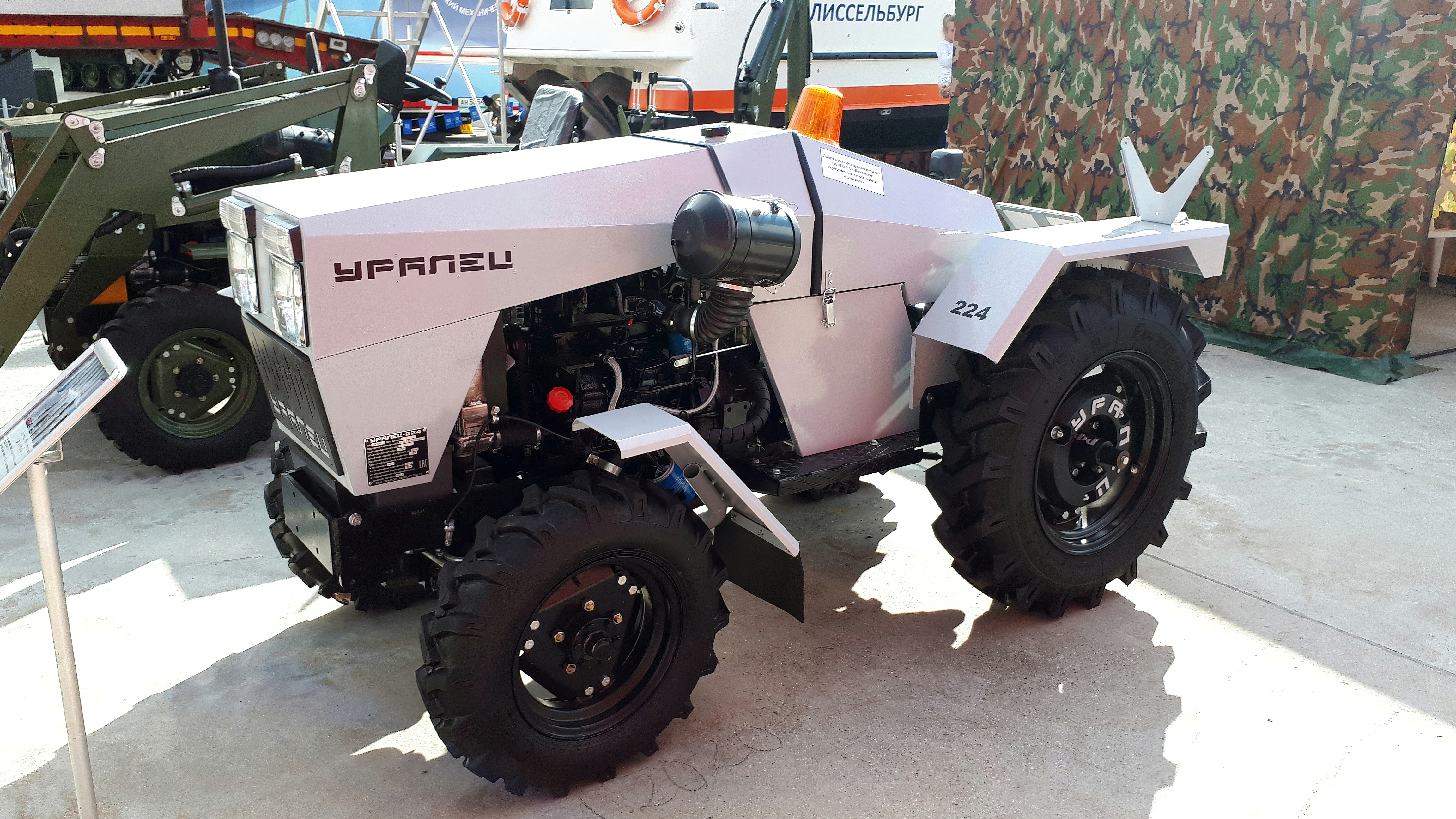
Tracteur sans pilote "Uralets-224" à l'exposition "Armée-2020".

Un robot agricole est un robot conçu pour accomplir certaines tâches dans le domaine de l'agriculture et de l'horticulture.
Le principal domaine d'application des robots en agriculture est celui de la récolte. Une application émergente possible concerne des robots ou des drones étudiés pour réaliser le désherbage des cultures.

## Généralités
Les robots de récolte des fruits, les tracteurs et pulvérisateurs autonomes (sans conducteur) et les robots de tonte des moutons sont conçus pour remplacer la main d'œuvre.
Dans la plupart des cas, un grand nombre de facteurs doivent être pris en compte (par exemple, la taille et la couleur des fruits à cueillir) avant d'engager une tâche.
Les robots peuvent être utilisés pour d'autres tâches dans le domaine de l'horticulture, telles que l'élagage, le désherbage, la pulvérisation de produits phytosanitaires et le contrôle.
Les robots peuvent également être utilisés dans le domaine de l'élevage (robotisation de l'élevage), dans des applications telles que la traite automatique, le lavage et la castration des animaux.
Ce type de robots présentent de nombreux avantages pour le secteur agricole, notamment une meilleure qualité des produits frais, une baisse des coûts de production et un moindre besoin de main d'œuvre.

## Conception
La conception mécanique d'un robot agricole se compose de trois éléments principaux : l'effecteur, le bras manipulateur et la pince. Plusieurs facteurs doivent être pris en compte dans la conception du bras manipulateur, dont la tâche à réaliser, l'efficacité économique et les mouvements nécessaires.
L'effecteur peut avoir une influence sur la valeur de marché des fruits et la conception de la pince dépend du type de culture qu'il s'agit de récolter.

### Effecteurs
Dans un robot agricole, l'effecteur est le dispositif qui se trouve à l'extrémité d'un bras robotique et qui sert à accomplir diverses opérations agricoles. Plusieurs types d'effecteurs ont été mis au point.
Dans une exploitation viticole au Japon, des effecteurs terminaux sont utilisés pour assurer des actions telles que la récolte, l'éclaircissage des grappes, la pulvérisation, et l'ensachage.
Chaque effecteur est conçu en fonction de la nature de la tâche à réaliser et des caractéristiques des fruits (forme, taille...).
Par exemple, les effecteurs utilisés pour la récolte du raisin ont été conçus pour saisir, couper et pousser les grappes de raisin.
L'éclaircissage est une autre opération effectuée sur les raisins qui est utilisée pour améliorer leur valeur de marché, augmenter la taille des baies et faciliter la formation des grappes.
Un effecteur destiné à l'éclaircissage comprend trois éléments : supérieur, moyen et inférieur. L'élément supérieur comporte deux plaques et un caoutchouc qui peuvent s'ouvrir et se fermer. Les deux plaques enserrent les raisins pour sectionner le rachis et extraire la grappe de raisin. L'élément médian comporte une plaque d'aiguilles, un ressort de compression et une autre plaque avec des trous répartis sur sa surface. Lorsque les deux plaques se resserrent, les aiguilles transpercent les raisins. Ensuite, l'élément inférieur comporte un dispositif de coupe qui peut couper la grappe pour normaliser sa longueur.
Pour la pulvérisation, l'effecteur se compose d'une buse de pulvérisation qui est attaché à un bras manipulateur. Dans la pratique, les producteurs veulent faire en sorte que le liquide chimique soit réparti uniformément dans la grappe. Ainsi, la conception doit permettre une répartition homogène de la substance chimique en faisant se déplacer la buse à une vitesse constante tout en la maintenant à distance de la cible.
L'étape finale de la production de raisin est l'ensachage. L'effecteur d'ensachage comprend un dispositif d'alimentation en sachets et deux doigts mécaniques. Dans le processus d'ensachage, le système d'alimentation est composé de fentes qui fournissent en continu des sachets aux doigts, dans un mouvement ascendant et descendant. Lorsqu'un sachet est introduit entre les doigts, deux ressorts à lames qui se trouvent à son extrémité supérieure le maintiennent ouvert. Les sachets sont fabriqués pour contenir les grappes de raisin. Une fois le processus d'ensachage terminé, les doigts s'ouvrent et relâchent le sachet. Cela referme les ressorts à lames, ce qui scelle le sachet et l'empêche de s'ouvrir à nouveau.

### Pince
La  pince est un dispositif de préhension qui est utilisé pour la récolte de la culture cible.
La conception de la pince repose sur la simplicité, le faible coût et l'efficacité.
Ainsi, la conception se compose généralement de deux doigts mécaniques qui sont capables de mouvements synchronisés lors de l'exécution de leur tâche.
Les particularités techniques dépendent de la tâche assignée. Par exemple, lorsque le mode opératoire consiste à couper des parties de plantes pour la récolte, le dispositif de préhension est équipé d'une lame tranchante.

### Bras manipulateur
Le bras manipulateur est un dispositif mécanique qui permet à la pince et à l'effecteur de naviguer dans leur environnement. Il se compose de bielles parallèles à quatre barres qui maintiennent la position et la hauteur de préhension.
Le manipulateur peut aussi utiliser un, deux ou trois actionneurs pneumatiques. Les actionneurs pneumatiques sont des moteurs qui produisent un mouvement linéaire ou rotatif en convertissant l'air comprimé en énergie.
L'actionneur pneumatique est le plus efficace pour les robots agricoles en raison de son rapport puissance-poids élevé.
Pour le bras manipulateur, la conception la plus efficace au plan du coût est la configuration à actionneur unique, bien que cette option soit la moins souple.

## Applications
Les robots ont de nombreux domaines d'application  en agriculture, que ça soit comme plateforme d'outils dans la grande culture ou bien encore dans les vignes ou encore le maraichage qui sont des sous domaines gourmands en main d'œuvre.
Un cas d'utilisation à grande échelle de robots agriculture est le celui des robots de traite. Ceux-ci sont très répandue dans les fermes laitières britanniques en raison de leur efficacité et de l'absence d'obligation de déplacement. Selon David Gardner (directeur général de la Société royale d'agriculture d'Angleterre), un robot peut accomplir une tâche compliquée si elle est répétitive et si le robot peut rester immobile. En outre, les robots qui travaillent sur des tâches répétitives (comme la traite) remplissent leur rôle avec une grande régularité et une adaptation spécifique à la tâche.
Un autre domaine d'application est l'horticulture. Une application horticole est le RV 100, mis au point par la société Harvest Automation Inc.
Ce robot est conçu pour transporter des plantes en pot dans une exploitation horticole en serre ou en plein air. Les fonctions du RV 100 dans la manipulation et l'organisation des plantes en pot incluent également des capacités d'espacement, de collecte et de consolidation.
Les avantages de l'utilisation du RV 100 pour cette tâche sont notamment la grande précision du placement des pots, l'autonomie de fonctionnement à l'extérieur et à l'intérieur, et la réduction des coûts de production.
L'emploi de robot se développe ces dernières années avec une augmentation de 22,8% en 2020 dans le monde. En 2019, les investissements en robotique agricole ont atteint 179 millions de dollars. 